# Careproctus rhodomelas
Careproctus rhodomelas és una espècie de peix pertanyent a la família dels lipàrids.

## Descripció
- Fa 12 cm de llargària màxima.[5][6]

## Hàbitat
És un peix marí i batidemersal que viu entre 605 i 928 m de fondària.

## Distribució geogràfica
Es troba al Pacífic nord-occidental: el Japó.

## Observacions
És inofensiu per als humans.